# Hai Qing
Pour les articles homonymes, voir Qing, Qing (homonymie) et Hai.
Hai Qing (chinois : 海清 ; pinyin : Hǎi Qīng), née le 12 janvier 1978 dans le district de Gulou (Nankin, en Chine), est une actrice de cinéma et de télévision chinoise.
Elle a joué dans des films tels que Finding Mr. Right (en), Operation Red Sea et Sacrifice. Pour son rôle dans la série télévisée A Beautiful Daughter-in-law Era (en) (2009), elle a été nommée pour de nombreux prix télévisés, dont un Flying Apsaras (en) de la meilleure actrice et un Golden Eagle de la meilleure actrice qu'elle a tous deux remportés. En 2015, Hai est devenue la première ambassadrice nationale d'ONU Femmes.
Hai Qing s'est classée 36e sur la liste Forbes China Celebrity 100 en 2013, 46e en 2014 et 57e en 2015.

## Biographie
Hai Qing naît en 1978 dans le district de Gulou, à Nanjing. Elle commence à jouer à l'âge de sept ans en apparaissant dans des émissions de télévision avant de rejoindre l'école de théâtre provinciale du Jiangsu à l'âge de douze ans. En 1997, elle a été acceptée à l'Académie du film de Pékin et peu de temps après, elle est apparue dans son premier long métrage Jade Goddess of Mercy. Hai est revenue au petit écran quelques années plus tard pour apparaître dans un certain nombre de seconds rôles avant de rejoindre ce qui allait devenir son rôle le plus connu dans l'émission A Beautiful Daughter-in-law Era. En tant que personnage Guo Hai-ping, Hai a ensuite reçu trois nominations à des prix, deux aux Golden Eagle Awards et une aux Feitian Television Awards.

## Filmographie partielle

### Au cinéma
- 2002 : Yi jian zhong qing : Dou Dou
- 2010 : Sacrifice (Zhao shi gu er) : la femme de Cheng Ying
- 2011 : L'amour n'est pas aveugle (Shi lian 33 tian) : Young Zhang Yulan
- 2013 : Bei Jing yu shang Xi Ya Tu : Joe
- 2017 : What a Wonderful Family! : Wen Jing
- 2018 : Operation Red Sea (Hong hai xing dong) : Xia Nan
- 2020 : Lan Se Lie Che :
- 2021 : Wo he wo de fu bei : Four Eyes' Younger Sister (adulte)
- 2022 : Return to Dust : Gui Ying

## Récompenses et distinctions
| Année | Cérémonie                                            | Catégorie                    | Nomination | Résultat   | Réf.  |
| ----- | ---------------------------------------------------- | ---------------------------- | ---------- | ---------- | ----- |
| 2020  | 7e cérémonie de remise des prix des acteurs de Chine | Meilleure actrice (Sapphire) | NC         | En attente | [ 6 ] |